# Bill Bennet
Bill Bennett (nascut el 1953) és un director, productor i guionista de cinema australià.

## Carrera
Bennett va néixer a Londres de pares australians i es va criar a Brisbane. Va estudiar periodisme i va obtenir un cadet amb l'ABC el 1972. Va passar dos anys treballant a Adelaide a This Day Tonight i després va anar a treballar per a Mike Willesee a Sydney. Després va treballar a The Big Country i The Australians abans de passar al cinema amb A Street to Die (1985).
Va abandonar la medicina a la Universitat de Queensland el 1972 i es va unir a l'Australian Broadcasting Corporation com a periodista. Durant una carrera de deu anys com a periodista, va guanyar el premi de televisió més important d'Austràlia, els Logie Awards (Emmy d'Austràlia) al Reporter de Televisió de l'Any, i després al Documental més destacat. Això el va portar al llargmetratge.
Bennett ha dirigit 16 llargmetratges des de 1983. La seva pel·lícula Backlash es va projectar a la secció Un Certain Regard al 39è Festival Internacional de Cinema de Canes. Tres anys després la seva pel·lícula Malpractice es projectaria a la mateixa secció al 42è Festival Internacional de Cinema de Canes.

## Filmografia selecta
- A Street to Die (1985) (llargmetratge): escriptor/productor/director
- Backlash (1986): escriptor/productor/director
- Dear Cardholder 1987 (llargmetratge): escriptor/productor/director
- Jilted (llargmetratge 1988): escriptor/productor/director
- Malpractice (1989): escriptor/director
- Mortgage (llargmetratge 1990): escriptor/director
- The Banjo & The Bard (drama documental 1991): escriptor/productor/director
- Last Man Hanged (drama documentary 1992) producer
- Spider and Rose (llargmetratge 1994): escriptor/director
- Cors robats (llargmetratge 1995): director
- Besar o morir (llargmetratge 1996): escriptor/productor/director
- En una terra salvatge (llargmetratge 1999): escriptor/productor/director
- Tempted (llargmetratge 2000): escriptor/productor/director
- Cut (llargmetratge 2000): writer (uncredited)/producer
- The Nugget (2002): escriptor/productor/director
- Deck Dogz (llargmetratge 2005): producer
- Uninhabited (2010): escriptor/productor/director
- PGS - Intuition is your Personal Guidance System (2018) documental: presentador/escriptor/productor/director